# Jordanów (stad)
Jordanów is een stad in het Poolse woiwodschap Klein-Polen, gelegen in de powiat Suski. De oppervlakte bedraagt 20,92 km², het inwonertal 5118 (2005).